# Uintah
Uintah é uma cidade  localizada no estado norte-americano de Utah, no Condado de Weber.

## Demografia
Segundo o censo norte-americano de 2000, a sua população era de 1127 habitantes.
Em 2006, foi estimada uma população de 1215, um aumento de 88 (7.8%).

## Geografia
De acordo com o United States Census Bureau tem uma área de
2,6 km², dos quais 2,6 km² cobertos por terra e 0,0 km² cobertos por água.

## Localidades na vizinhança
O diagrama seguinte representa as localidades num raio de 8 km ao redor de Uintah.